# Vincent Gottofrey
Vincent Gottofrey (Estavayer-le-Lac, 25 mei 1862 - Lausanne, 27 juli 1919) was een Zwitsers jurist, rechter, hoogleraar aan de Universiteit van Fribourg en politicus voor de Christendemocratische Volkspartij (CVP/PDC) uit het kanton Fribourg.

## Biografie

### Afkomst en opleiding
Vincent Gottofrey was een zoon van Casimir Gottofrey, die arts was in Echallens, en van Anne-Marie Frochaux. Hij was gehuwd met Marthe Le Roy d'Amigny, een dochter van Charles Roy d'Amigny, een horlogemaker uit Neuchâtel van Franse afkomst. Gottofrey liep school aan het college Saint-Michel in Fribourg en het jezuïetencollege van Feldkirch. Vervolgens studeerde hij rechten in Fribourg, Parijs en Berlijn.

### Professionele carrière
Van 1886 tot 1906 was Gottofrey hoogleraar aan de rechtenschool van Fribourg, die in 1889 opging in de Universiteit van Fribourg. Van 1891 tot 1906 zetelde hij in de Grote Raad van Fribourg. Van 5 december 1898 tot 1 december 1906 was hij ook lid van de Nationale Raad. Als gerespecteerd jurist werkte hij als parlementslid mee aan de opstelling van het Zwitsers Burgerlijk Wetboek. Vervolgens was hij van 1906 tot 1919 rechter in het Bondshooggerechtshof.

## Trivia
- In het Zwitserse leger had hij de graad van luitenant-kolonel. Van 1889 tot 1894 maakte hij deel uit van de generale staf.

## Onderscheidingen
- Doctor honoris causa aan de Universiteit van Fribourg (1907)

- Base de données des élites suisses: 51509
- Gemeinsame Normdatei: 1025730062
- Historisch woordenboek van Zwitserland: 003928
- International Standard Name Identifier: 0000 0003 8160 2232
- Zwitserse Bondsvergadering: 2182
- Virtual International Authority File: 261958306